# Reinhold Yabo
Reinhold Yabo (ur. 10 lutego 1992 w Aldenhoven) – niemiecki piłkarz pochodzenia kongijskiego występujący na pozycji pomocnika w niemieckim klubie Arminia Bielefeld.

## Kariera klubowa

### 1. FC Köln
W 2001 dołączył do akademii 1. FC Köln. W drużynie rezerw zadebiutował 8 sierpnia 2009 w meczu Fußball-Regionalliga przeciwko Fortunie Düsseldorf II (2:2), w którym zdobył swoją pierwszą bramkę. 1 lipca 2010 został przesunięty do pierwszego zespołu. Zadebiutował 16 kwietnia 2010 w meczu Bundesligi przeciwko VfL Bochum (2:0).

### Alemannia Aachen
1 lipca 2011 udał się na wypożyczenie do drużyny Alemannia Aachen. Zadebiutował 24 lipca 2011 w meczu 2. Bundesligi przeciwko Eintrachtowi Brunszwik (0:2).

### Karlsruher SC
1 lipca 2013 podpisał kontrakt z klubem Karlsruher SC. Zadebiutował 21 lipca 2013 w meczu 2. Bundesligi przeciwko FSV Frankfurt (0:1). Pierwszą bramkę zdobył 14 lutego 2014 w meczu ligowym przeciwko SpVgg Greuther Fürth (1:1).

### Red Bull Salzburg
1 lipca 2015 przeszedł do austriackiego zespołu Red Bull Salzburg. Zadebiutował 20 listopada 2016 w meczu Bundesligi przeciwko Rapid Wiedeń (2:1). Pierwszą bramkę zdobył 21 września 2016 w meczu Pucharu Austrii przeciwko FC Marchfeld Donauauen (1:7). 8 grudnia 2016 zadebiutował w fazie grupowej Ligi Europy w meczu przeciwko FC Schalke 04 (2:0). W sezonie 2016/17 jego zespół wywalczył dublet zdobywając mistrzostwo Austrii i Puchar Austrii. Pierwszą bramkę w Bundeslidze zdobył 22 lipca 2017 w meczu przeciwko Wolfsberger AC (0:2). W sezonie 2017/18 jego drużyna została mistrzem Austrii. W sezonie 2018/19 jego zespół ponownie zdobył mistrzostwo Austrii i Puchar Austrii.

### Arminia Bielefeld
19 stycznia 2017 został wysłany na półroczne wypożyczenie do klubu Arminia Bielefeld. Zadebiutował 29 stycznia 2017 w meczu 2. Bundesligi przeciwko Karlsruher SC (3:2). Pierwszą bramkę zdobył 17 kwietnia 2017 w meczu ligowym przeciwko VfB Stuttgart (2:3). 11 stycznia 2019 przeszedł do klubu na stałe i podpisał trzyletni kontrakt. W sezonie 2019/20 jego zespół zajął pierwsze miejsce w tabeli i awansował do najwyższej ligi. W Bundeslidze zadebiutował 3 października 2020 w meczu przeciwko Werderowi Brema (1:0). Pierwszą bramkę w lidze zdobył 10 stycznia 2021 w meczu przeciwko Hertha BSC (1:0).

## Kariera reprezentacyjna

### Niemcy U-17
W 2008 roku otrzymał powołanie do reprezentacji Niemiec U-17. Zadebiutował 21 listopada 2008 w meczu towarzyskim przeciwko reprezentacji Austrii U-17 (2:2). 6 maja 2009 zadebiutował na Mistrzostwach Europy U-17 2009 w meczu przeciwko reprezentacji Turcji U-17 (3:1). Pierwszą bramkę zdobył 15 maja 2009 w półfinale Mistrzostw Europy U-17 2009 przeciwko reprezentacji Włoch U-17 (2:0). 18 maja 2009 wystąpił w finale Mistrzostw Europy U-17 2009 przeciwko reprezentacji Holandii U-17 (2:1) i zdobył złoty medal. 24 października 2009 zadebiutował w meczu fazy grupowej Mistrzostwa Świata U-17 2009 przeciwko reprezentacji Nigerii U-17 (3:3).

### Niemcy U-19
W 2010 roku otrzymał powołanie do reprezentacji Niemiec U-19. Zadebiutował 18 sierpnia 2010 w meczu towarzyskim przeciwko reprezentacji Belgii U-19 (5:2). Pierwszą bramkę zdobył 6 września 2010 w meczu towarzyskim przeciwko reprezentacji Danii U-19 (3:0).

## Statystyki

### Klubowe
(aktualne na dzień 26 stycznia 2021)
| Klub                     | Sezon              | Liga                 | Liga  | Liga   | Puchar kraju | Puchar kraju | Europa | Europa | Suma  | Suma   |
| Klub                     | Sezon              | Liga                 | Mecze | Bramki | Mecze        | Bramki       | Mecze  | Bramki | Mecze | Bramki |
| ------------------------ | ------------------ | -------------------- | ----- | ------ | ------------ | ------------ | ------ | ------ | ----- | ------ |
| 1. FC Köln               | 2009/10            | Bundesliga           | 1     | 0      | 0            | 0            | –      | –      | 1     | 0      |
| 1. FC Köln               | 2010/11            | Bundesliga           | 4     | 0      | 0            | 0            | –      | –      | 4     | 0      |
| 1. FC Köln               | Ogólnie            | Ogólnie              | 5     | 0      | 0            | 0            | 0      | 0      | 5     | 0      |
| 1. FC Köln II            | 2009/10            | Fußball-Regionalliga | 5     | 2      | –            | –            | –      | –      | 5     | 2      |
| 1. FC Köln II            | 2010/11            | Fußball-Regionalliga | 24    | 9      | –            | –            | –      | –      | 24    | 9      |
| 1. FC Köln II            | 2012/13            | Fußball-Regionalliga | 29    | 6      | –            | –            | –      | –      | 29    | 6      |
| 1. FC Köln II            | Ogólnie            | Ogólnie              | 58    | 17     | 0            | 0            | 0      | 0      | 58    | 17     |
| Alemannia Aachen (wyp.)  | 2011/12            | 2. Bundesliga        | 17    | 0      | 1            | 0            | –      | –      | 18    | 0      |
| Alemannia Aachen (wyp.)  | Ogólnie            | Ogólnie              | 17    | 0      | 1            | 0            | 0      | 0      | 18    | 0      |
| Karlsruher SC            | 2013/14            | 2. Bundesliga        | 31    | 1      | 1            | 0            | –      | –      | 32    | 1      |
| Karlsruher SC            | 2014/15            | 2. Bundesliga        | 33    | 6      | 1            | 0            | –      | –      | 34    | 6      |
| Karlsruher SC            | Ogólnie            | Ogólnie              | 64    | 7      | 2            | 0            | 0      | 0      | 66    | 7      |
| Red Bull Salzburg        | 2016/17            | Bundesliga           | 2     | 0      | 2            | 2            | 1      | 0      | 5     | 2      |
| Red Bull Salzburg        | 2017/18            | Bundesliga           | 24    | 2      | 2            | 1            | 12     | 0      | 38    | 3      |
| Red Bull Salzburg        | 2018/19            | Bundesliga           | 9     | 1      | 2            | 2            | 6      | 0      | 17    | 3      |
| Red Bull Salzburg        | Ogólnie            | Ogólnie              | 35    | 3      | 6            | 5            | 19     | 0      | 60    | 8      |
| Arminia Bielefeld (wyp.) | 2016/17            | 2. Bundesliga        | 14    | 4      | 0            | 0            | –      | –      | 14    | 4      |
| Arminia Bielefeld (wyp.) | Ogólnie            | Ogólnie              | 14    | 4      | 0            | 0            | 0      | 0      | 14    | 4      |
| Arminia Bielefeld        | 2018/19            | 2. Bundesliga        | 15    | 2      | 0            | 0            | –      | –      | 15    | 2      |
| Arminia Bielefeld        | 2019/20            | 2. Bundesliga        | 24    | 4      | 1            | 0            | –      | –      | 25    | 4      |
| Arminia Bielefeld        | 2020/21            | Bundesliga           | 12    | 1      | 0            | 0            | –      | –      | 12    | 1      |
| Arminia Bielefeld        | Ogólnie            | Ogólnie              | 51    | 7      | 1            | 0            | 0      | 0      | 52    | 7      |
| Ogólnie w karierze       | Ogólnie w karierze | Ogólnie w karierze   | 244   | 38     | 10           | 5            | 19     | 0      | 273   | 43     |

### Reprezentacyjne
| Reprezentacja | Rok     | Mecze | Bramki |
| ------------- | ------- | ----- | ------ |
| Niemcy U-15   |         |       |        |
| 2007          | 2       | 0     |        |
| Ogólnie       | Ogólnie | 2     | 0      |
| Niemcy U-16   |         |       |        |
| 2008          | 2       | 0     |        |
| Ogólnie       | Ogólnie | 2     | 0      |
| Niemcy U-17   |         |       |        |
| 2008          | 2       | 0     |        |
| 2009          | 9       | 1     |        |
| Ogólnie       | Ogólnie | 11    | 1      |
| Niemcy U-18   |         |       |        |
| 2009          | 2       | 0     |        |
| 2010          | 2       | 0     |        |
| Ogólnie       | Ogólnie | 4     | 0      |
| Niemcy U-19   |         |       |        |
| 2010          | 7       | 1     |        |
| 2011          | 6       | 0     |        |
| Ogólnie       | Ogólnie | 13    | 1      |
| Niemcy U-20   |         |       |        |
| 2011          | 5       | 0     |        |
| 2012          | 2       | 0     |        |
| 2013          | 3       | 0     |        |
| Ogólnie       | Ogólnie | 10    | 0      |

| Mecze i gole w reprezentacji | Mecze i gole w reprezentacji | Mecze i gole w reprezentacji | Mecze i gole w reprezentacji | Mecze i gole w reprezentacji | Mecze i gole w reprezentacji | Mecze i gole w reprezentacji | Mecze i gole w reprezentacji |
| Niemcy U-17                  | Niemcy U-17                  | Niemcy U-17                  | Niemcy U-17                  | Niemcy U-17                  | Niemcy U-17                  | Niemcy U-17                  | Niemcy U-17                  |
| Lp.                          | Data                         | Miejsce                      | Gospodarz                    | Gość                         | Wynik                        | Gol                          | Rozgrywki                    |
| ---------------------------- | ---------------------------- | ---------------------------- | ---------------------------- | ---------------------------- | ---------------------------- | ---------------------------- | ---------------------------- |
| 1.                           | 21.11.2008                   | Donauwörth                   | Niemcy U-17                  | Austria U-17                 | 2:2                          |                              | Mecz towarzyski              |
| 2.                           | 23.11.2008                   | Aindling                     | Niemcy U-17                  | Austria U-17                 | 0:1                          |                              | Mecz towarzyski              |
| 3.                           | 06.05.2009                   | Erfurt                       | Niemcy U-17                  | Turcja U-17                  | 3:1                          |                              | ME U-17 2009                 |
| 4.                           | 09.05.2009                   | Jena                         | Niemcy U-17                  | Anglia U-17                  | 4:0                          |                              | ME U-17 2009                 |
| 5.                           | 12.05.2009                   | Jena                         | Holandia U-17                | Niemcy U-17                  | 0:2                          |                              | ME U-17 2009                 |
| 6.                           | 15.05.2009                   | Dessau                       | Niemcy U-17                  | Włochy U-17                  | 2:0                          | Gol                          | ME U-17 2009                 |
| 7.                           | 18.05.2009                   | Magdeburg                    | Niemcy U-17                  | Holandia U-17                | 2:1                          |                              | ME U-17 2009                 |
| 8.                           | 24.10.2009                   | Abudża                       | Nigeria U-17                 | Niemcy U-17                  | 3:3                          |                              | MŚ U-17 2009                 |
| 9.                           | 27.10.2009                   | Abudża                       | Argentyna U-17               | Niemcy U-17                  | 2:1                          |                              | MŚ U-17 2009                 |
| 10.                          | 30.10.2009                   | Abudża                       | Niemcy U-17                  | Honduras U-17                | 3:1                          |                              | MŚ U-17 2009                 |
| 11.                          | 04.11.2009                   | Lagos                        | Szwajcaria U-17              | Niemcy U-17                  | 4:3                          |                              | MŚ U-17 2009                 |
| Niemcy U-19                  |                              |                              |                              |                              |                              |                              |                              |
| Lp.                          | Data                         | Miejsce                      | Gospodarz                    | Gość                         | Wynik                        | Gol                          | Rozgrywki                    |
| 1.                           | 18.08.2010                   |                              | Niemcy U-19                  | Belgia U-19                  | 5:2                          |                              | Mecz towarzyski              |
| 2.                           | 03.09.2010                   |                              | Holandia U-19                | Niemcy U-19                  | 2:2                          |                              | Mecz towarzyski              |
| 3.                           | 06.09.2010                   | Krefeld                      | Niemcy U-19                  | Dania U-19                   | 3:0                          | Gol                          | Mecz towarzyski              |
| 4.                           | 08.10.2010                   | Sandhausen                   | Niemcy U-19                  | Andora U-19                  | 10:0                         |                              | Mecz towarzyski              |
| 5.                           | 10.10.2010                   | Sinsheim                     | Niemcy U-19                  | Irlandia Północna U-19       | 2:1                          |                              | Mecz towarzyski              |
| 6.                           | 13.10.2010                   | Mannheim                     | Niemcy U-19                  | Szwajcaria U-19              | 2:2                          |                              | Mecz towarzyski              |
| 7.                           | 17.11.2010                   | Drezno                       | Niemcy U-19                  | Czechy U-19                  | 1:1                          |                              | Mecz towarzyski              |
| 8.                           | 08.02.2011                   | Chesterfield                 | Anglia U-19                  | Niemcy U-19                  | 0:1                          |                              | Mecz towarzyski              |
| 9.                           | 25.03.2011                   | Völklingen                   | Niemcy U-19                  | Belgia U-19                  | 1:2                          |                              | Mecz towarzyski              |
| 10.                          | 29.03.2011                   | Homburg                      | Niemcy U-19                  | Ukraina U-19                 | 3:0                          |                              | Mecz towarzyski              |
| 11.                          | 31.05.2011                   | Antalya                      | Niemcy U-19                  | Węgry U-19                   | 3:0                          |                              | Mecz towarzyski              |
| 12.                          | 02.06.2011                   | Antalya                      | Niemcy U-19                  | Macedonia Północna U-19      | 5:0                          |                              | Mecz towarzyski              |
| 13.                          | 05.06.2011                   | Antalya                      | Turcja U-19                  | Niemcy U-19                  | 1:0                          |                              | Mecz towarzyski              |

## Sukcesy

### Red Bull Salzburg
- Mistrzostwo Austrii (3×): 2016/2017, 2017/2018, 2018/2019
- Puchar Austrii (2×): 2016/2017, 2018/2019

### Arminia Bielefeld
- Mistrzostwo 2. Bundesligi (1×): 2019/2020

### Reprezentacyjne
- Mistrzostwa Europy U-17 (1×): 2009

### Indywidualne
- Medal Fritza Waltera (U-17) (1×): 2009
- Medal Fritza Waltera (U-18) (1×): 2010

## Życie prywatne
Yabo urodził się w Aldenhoven, w Niemczech. Jego rodzice są Kongijczykami. 25 maja 2014 roku został wybrany na członka rady miasta Karlsruhe. Zrezygnował ze stanowiska 25 czerwca 2015.